# Villeret (Grand Est)
Villeret è un comune francese di 64 abitanti situato nel dipartimento dell'Aube nella regione del Grand Est.

## Società

### Evoluzione demografica
Abitanti censiti